# Francesca Lollobrigida
Francesca Lollobrigida (Frascati, 7 de febrero de 1991) es una deportista italiana que compite en patinaje de velocidad, en las modalidades sobre hielo y en línea.
Participó en tres Juegos Olímpicos de Invierno, entre los años 2014 y 2022, obteniendo dos medallas en Pekín 2022, plata en 3000 m y bronce en salida en grupo, y el séptimo lugar en Pyeongchang 2018, en salida en grupo.
Ganó dos medallas en el Campeonato Mundial de Patinaje de Velocidad sobre Hielo en Distancia Individual de 2025, una medalla de bronce en el Campeonato Europeo de Patinaje de Velocidad sobre Hielo de 2019 y seis medallas en el Campeonato Europeo de Patinaje de Velocidad sobre Hielo en Distancia Individual, entre los años 2018 y 2024.
Además, obtuvo 32 medallas en el Campeonato Mundial de Patinaje de Velocidad sobre Patines en Línea (quince de oro, once de plata y seis de bronce).
Es sobrina nieta de la actriz Gina Lollobrigida.

## Palmarés internacional
| Juegos Olímpicos                           | Juegos Olímpicos          | Juegos Olímpicos  | Juegos Olímpicos      |
| Año                                        | Lugar                     | Medalla           | Prueba                |
| ------------------------------------------ | ------------------------- | ----------------- | --------------------- |
| 2022                                       | Pekín (China)             | Medalla de plata  | 3000 m                |
| 2022                                       | Pekín (China)             | Medalla de bronce | Salida en grupo       |
| Campeonato Mundial en Distancia Individual |                           |                   |                       |
| Año                                        | Lugar                     | Medalla           | Prueba                |
| 2025                                       | Hamar (Noruega)           | Medalla de oro    | 5000 m                |
| 2025                                       | Hamar (Noruega)           | Medalla de bronce | Salida en grupo       |
| Campeonato Europeo                         |                           |                   |                       |
| Año                                        | Lugar                     | Medalla           | Prueba                |
| 2019                                       | Collalbo (Italia)         | Medalla de bronce | Clasificación general |
| Campeonato Europeo en Distancia Individual |                           |                   |                       |
| Año                                        | Lugar                     | Medalla           | Prueba                |
| 2018                                       | Kolomna (Rusia)           | Medalla de oro    | Salida en grupo       |
| 2020                                       | Heerenveen (Países Bajos) | Medalla de plata  | Salida en grupo       |
| 2020                                       | Heerenveen (Países Bajos) | Medalla de bronce | 3000 m                |
| 2022                                       | Heerenveen (Países Bajos) | Medalla de bronce | 1500 m                |
| 2022                                       | Heerenveen (Países Bajos) | Medalla de bronce | 3000 m                |
| 2024                                       | Heerenveen (Países Bajos) | Medalla de bronce | Salida en grupo       |